# Нижньобалтачевська сільська рада
Нижньобалта́чевська сільська рада (рос. Нижнебалтачевский сельский совет) — муніципальне утворення у складі Татишлинського району Башкортостану, Росія. Адміністративний центр — село Нижньобалтачево.

## Населення
Населення — 1573 особи (2019, 1857 в 2010, 1931 в 2002).

## Склад
До складу поселення входять такі населені пункти:
| Населений пункт            | Населення, осіб (2002) | Населення, осіб (2010) |
| -------------------------- | ---------------------- | ---------------------- |
| Алга, присілок             | 66                     | 60                     |
| Бігінеєво, присілок        | 198                    | 205                    |
| Верхньобалтачево, присілок | 185                    | 189                    |
| Дубовка, присілок          | 35                     | 31                     |
| Івановка, присілок         | 144                    | 142                    |
| Киткі-Єлга, присілок       | 137                    | 117                    |
| Нижньобалтачево, село      | 775                    | 739                    |
| Старий Кизил-Яр, присілок  | 211                    | 201                    |
| Таниповка, присілок        | 106                    | 101                    |
| Танип-Чишма, присілок      | 15                     | 18                     |
| Утар-Єлга, присілок        | 59                     | 54                     |
| Юг-Хутор, присілок         | 0                      | -                      |